# Dimanche à Bamako
Albums de Amadou & Mariam
Wati
(2003) Je pense à toi
(2005)
Dimanche à Bamako est un album d'Amadou et Mariam paru le 2 août 2004 sur le label Because Music.

## Historique

### Écriture et production
L'album a été produit et partiellement arrangé par Manu Chao qui a également participé à l'écriture, à la composition, au chant et à la guitare sur plusieurs titres. Tiken Jah Fakoly apparaît en tant que chanteur invité sur le morceau Politic Amagni.

### Ventes et distinctions
L'album s'est vendu à plus de 300 000 exemplaires en France et a été certifié disque de platine, récompense remise le 26 octobre 2005 par le ministre de la Culture, Renaud Donnedieu de Vabres, après leur concert à l'Olympia.
En France, Dimanche à Bamako a reçu, en 2005, la Victoire de la musique de l'« album reggae, ragga, world de l'année » et a été nommé pour le prix Constantin. Il a également remporté au Royaume-Uni un BBC Awards en 2006 dans la catégorie « Musiques du monde  ».

## Titres de l'album
| 1.    | M'Bifé             | Manu Chao/Mariam Doumbia                              | 2:11 |
| 2.    | M'Bifé Balafon     | Manu Chao                                             | 1:58 |
| 3.    | Coulibaly          | Amadou Bagayoko                                       | 3:18 |
| 4.    | La Réalité         | Amadou Bagayoko                                       | 3:32 |
| 5.    | Sénégal Fast Food  | Manu Chao/Amadou Bagayoko/Mariam Doumbia              | 4:19 |
| 6.    | Artistiya          | Mariam Doumbia                                        | 3:11 |
| 7.    | La Fête au village | Amadou Bagayoko                                       | 4:11 |
| 8.    | Camions sauvages   | Manu Chao/Amadou Bagayoko/Mariam Doumbia              | 4:08 |
| 9.    | Beaux dimanches    | Amadou Bagayoko                                       | 3:31 |
| 10.   | La Paix            | Mariam Doumbia                                        | 4:19 |
| 11.   | Djanfa             | Manu Chao/Amadou Bagayoko/Mariam Doumbia              | 4:13 |
| 12.   | Taxi Bamako        | Manu Chao                                             | 3:44 |
| 13.   | Politic Amagni     | Manu Chao/Samou Bagayoko/Ousmane Cissé/Tiemoko Traoré | 4:56 |
| 14.   | Gnidjougouya       | Mariam Doumbia                                        | 3:45 |
| 15.   | M'Bifé Blues       | Manu Chao/Mariam Doumbia                              | 5:20 |
| 56:36 |                    |                                                       |      |

## Musiciens
- Amadou Bagayoko – Guitare, chant
- Mariam Doumbia – Chant, chœurs
- Manu Chao – Guitare, chant, chœurs
- Nicolas Auriauit, Ibrahim Maalouf, Roy Paci – Trompette
- Samou Bagayoko, Ousmane Cisse, Stéphane Hamokrane, Tiemoko Traoré – Chœurs
- Boubacar Dembélé – Djembé
- Roberto Shilling Pollo Duarte – Piano
- Tiken Jah Fakoly – Chant
- Laurent Griffon – Basse
- Alain Hatot – Clarinette, flûte, Saxophone baryton
- Pierre Hauthe – Trombone
- Renaud Lacoche – Scie musicale
- Loïc Landois – Harmonica
- Cédric Lesouquet – Contrebasse
- Matu – Claviers
- Philippe Teboul – Percussions